# OpenGIS Location Service
Der OpenGIS Location Service (kurz OpenLS oder OLS) ist eine OpenGIS-Spezifikation für einen Location Based Service (engl. für Standortbezogener Dienst). OpenLS stellt Endgeräten von mobilen Nutzern (Mobiltelefon, PDA) ortsbezogene Dienstleistungen zur Verfügung, z. B. Routenbeschreibungen.
Interoperabilität spielt eine wichtige Rolle. Die OpenLS-Spezifikation soll durch standardisierte Schnittstellen das reibungslose Zusammenarbeiten der einzelnen Netzdienste gewährleisten. Die OpenLS-Spezifikation ist eine Beschreibung dieser Netzdienste durch abstrakte Datentypen (ADT), die ein OpenLS-konformer Netzdienst auf eine Anfrage als Ergebnis liefert, und die für die Kommunikation innerhalb der Dienste verwendet werden. Die Netzdienste werden dabei als Core Services (engl. für Kerndienste) bezeichnet. Core Services und ADTs zusammen beschreiben den GeoMobility Server, die OpenLS-Plattform. 
Die Spezifikation ist als Bauplan für OpenLS-konforme Netzdienste anzusehen. Inhalt ist eine detaillierte technische Beschreibung der Schnittstellen. Die Implementierung des Netzdienstes, der diese Schnittstellen anbietet, liegt in der Verantwortung des Software-Herstellers.